# Villers-Cotterêts
Villers-Cotterêts [viˈlɛʁ kɔtˈʁɛ] ist eine französische Stadt mit 10.376 Einwohnern (Stand 1. Januar 2022) im Département Aisne in der Region Hauts-de-France. Sie gehört zum Arrondissement Soissons.

## Geographie
Die Stadt Villers-Cotterêts liegt an der Quelle des Flusses Automne im Forêt de Retz, mit 13.000 Hektar eines der großen Waldgebiete Nordfrankreichs, etwa 20 Kilometer südwestlich von Soissons und 26 Kilometer südöstlich von Compiègne. Nachbargemeinden von Villers-Cotterêts sind Vivières im Norden, Puiseux-en-Retz im Nordosten, Fleury und Dampleux im Osten, Oigny-en-Valois im Südosten, La Ferté-Milon und Marolles im Süden, Boursonne und Autheuil-en-Valois im Südwesten, Coyolles im Westen sowie Largny-sur-Automne im Nordwesten.

## Geschichte
Häufige Aufenthalte der ersten Kapetinger in Villers-Cotterêts begünstigten die Entwicklung der Stadt. 1539 unterzeichnete der französische König Franz I. hier das Edikt von Villers-Cotterêts, mit dem er das Französische zur alleinigen Urkunden- und Verwaltungssprache erhob.
Im Verlauf des Ersten Weltkrieges wurde am Rand des Waldes von Villers-Cotterêts am 30. Mai 1918 der Vormarsch deutscher Truppen auf Paris nach der von ihnen begonnenen Offensive gestoppt. Nach dem Scheitern der letzten deutschen Offensive dieses Krieges startete unter anderem am 18. Juli 1918 bei Villers-Cotterêts ein massiver Gegenschlag französischer und amerikanischer Truppen, unter Verwendung hunderter Panzer des Typs Renault FT.

### Bevölkerungsentwicklung
| Jahr                       | 1962 | 1968 | 1975 | 1982 | 1990 | 1999 | 2006   | 2016   | 2022   |
| Einwohner                  | 5489 | 6313 | 8949 | 8380 | 8867 | 9839 | 10.128 | 10.694 | 10.376 |
| Quellen: Cassini und INSEE |      |      |      |      |      |      |        |        |        |

## Wirtschaft
Das größte Unternehmen in der Stadt ist die französische Niederlassung der Volkswagen AG.

## Sehenswürdigkeiten
In Villers-Cotterêts finden sich mehrere denkmalgeschützte Bauten (monuments historiques), so unter anderem:
- das Schloss Villers-Cotterêts, auf Befehl von König Franz I. um 1532 an der Stelle eines aus dem 13. Jahrhundert stammenden Vorgängerbaus errichtet, möglicher Ort der Unterzeichnung des Edikts von Villers-Cotterêts,[1] Ende Oktober 1671 Ort der Flitterwochen von Liselotte von der Pfalz, wo sie erstmals ihrem Schwager Ludwig XIV. begegnete,
- das Schloss Noüe aus dem 16. Jahrhundert, Museum und Geburtsort von Alexandre Dumas d. Ä.,[2]
- die Kirche Saint-Nicolas,[3]
- Hypogée de la Pierre Fortière, 500 m nördlich des Ortes
- das Rathaus (Hôtel de ville).[4]

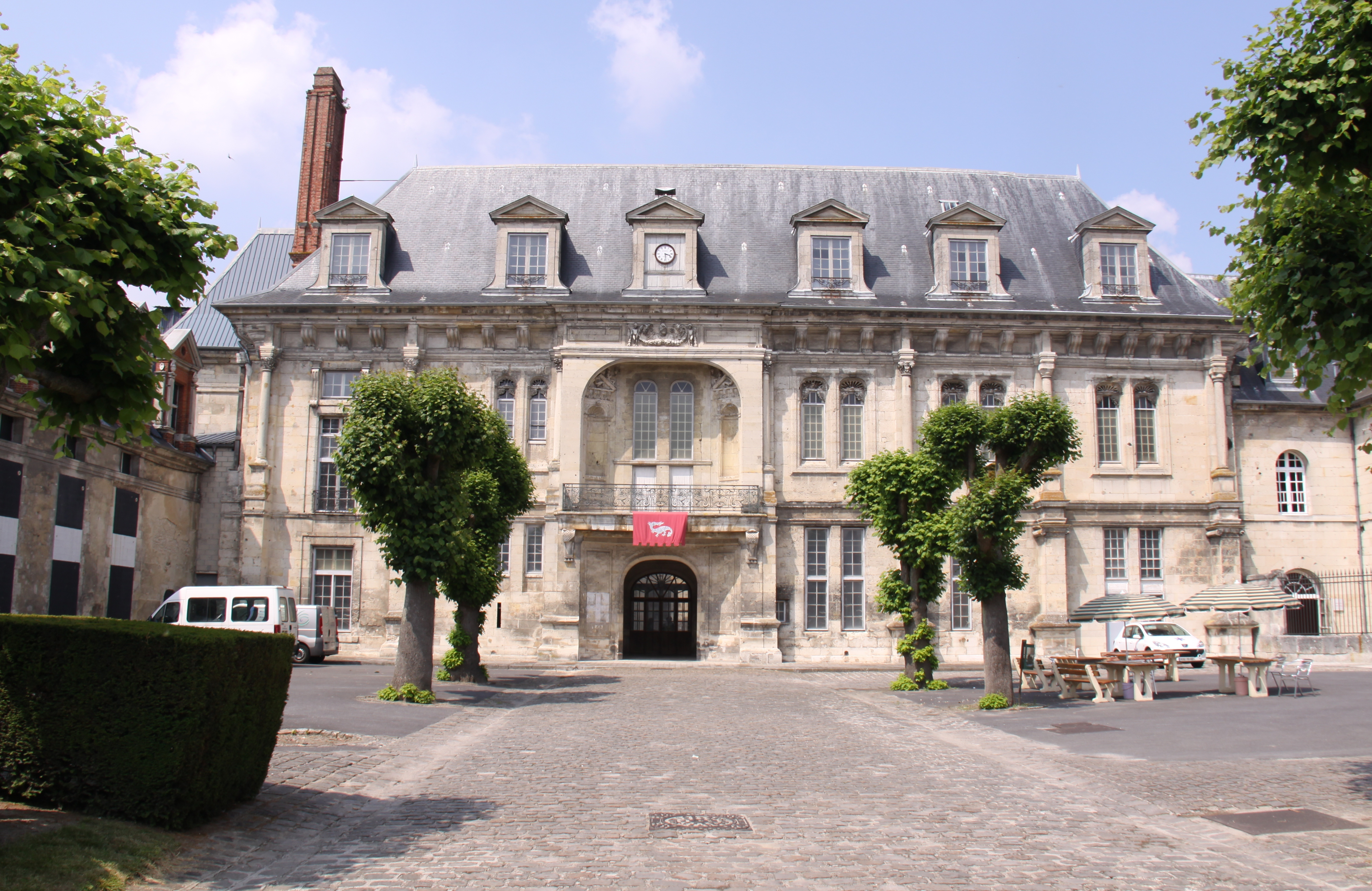
Schloss Villers-Cotterêts
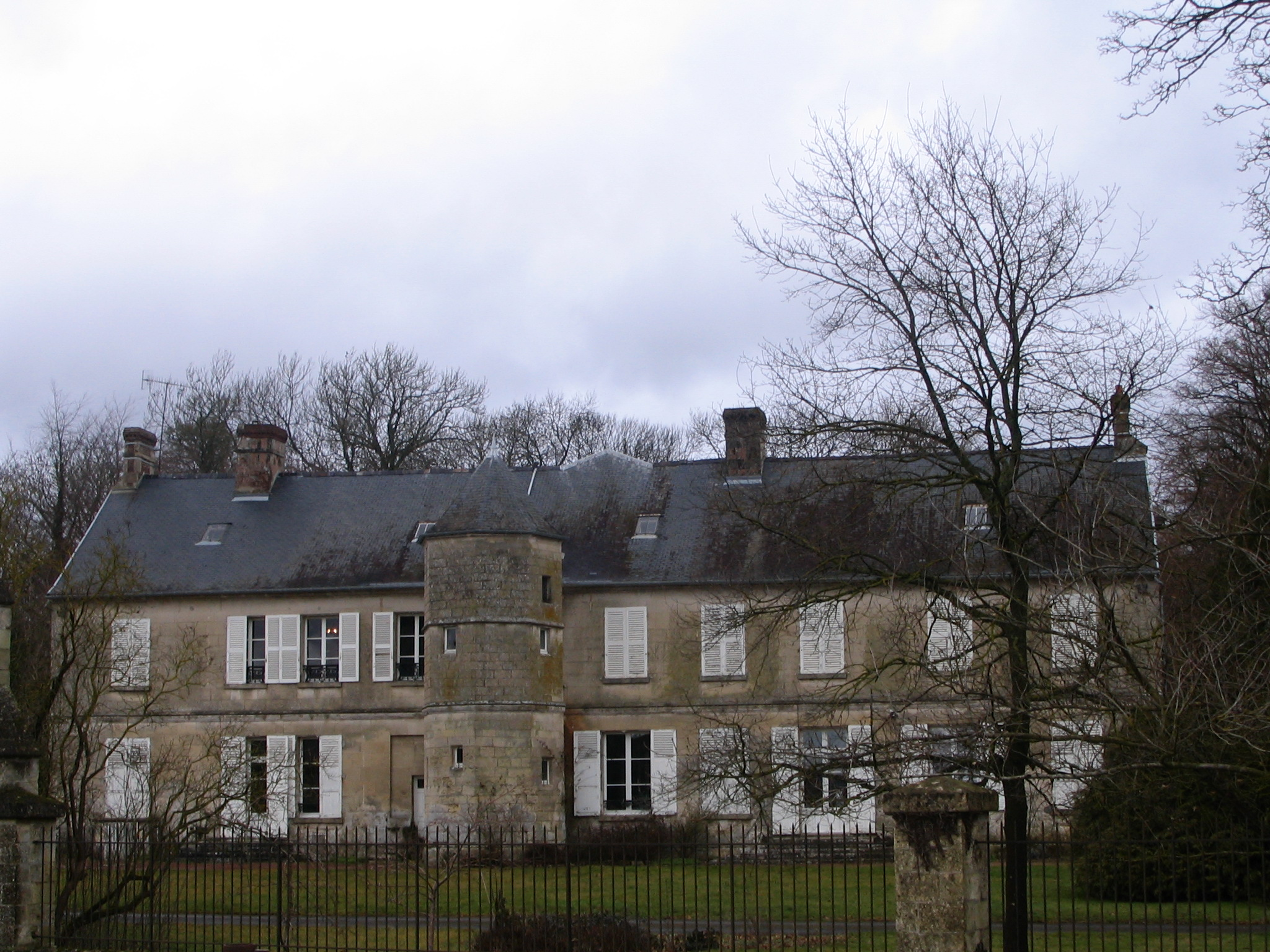
Schloss Noüe
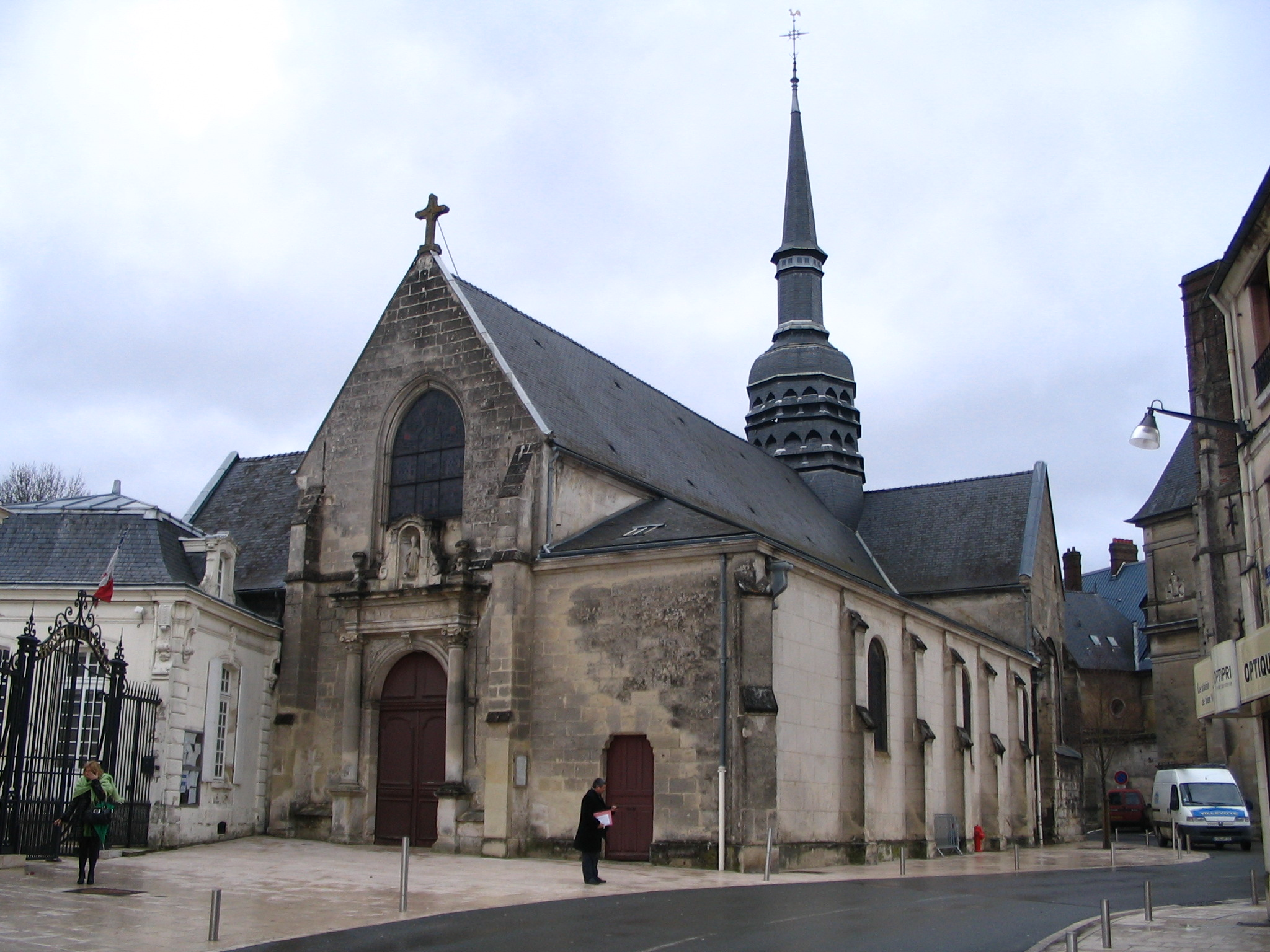
Kirche Saint-Nicolas
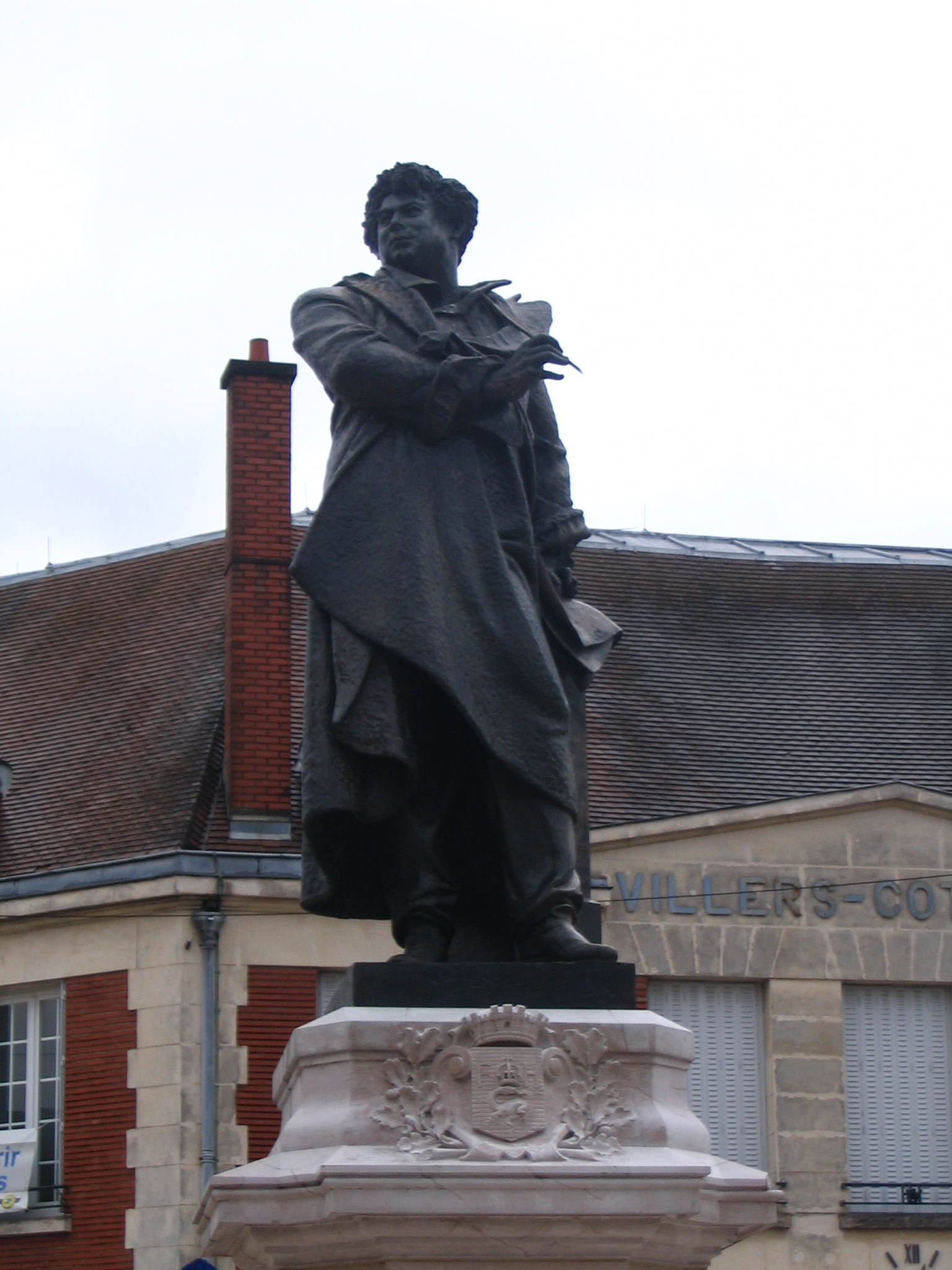
Alexandre-Dumas-Statue
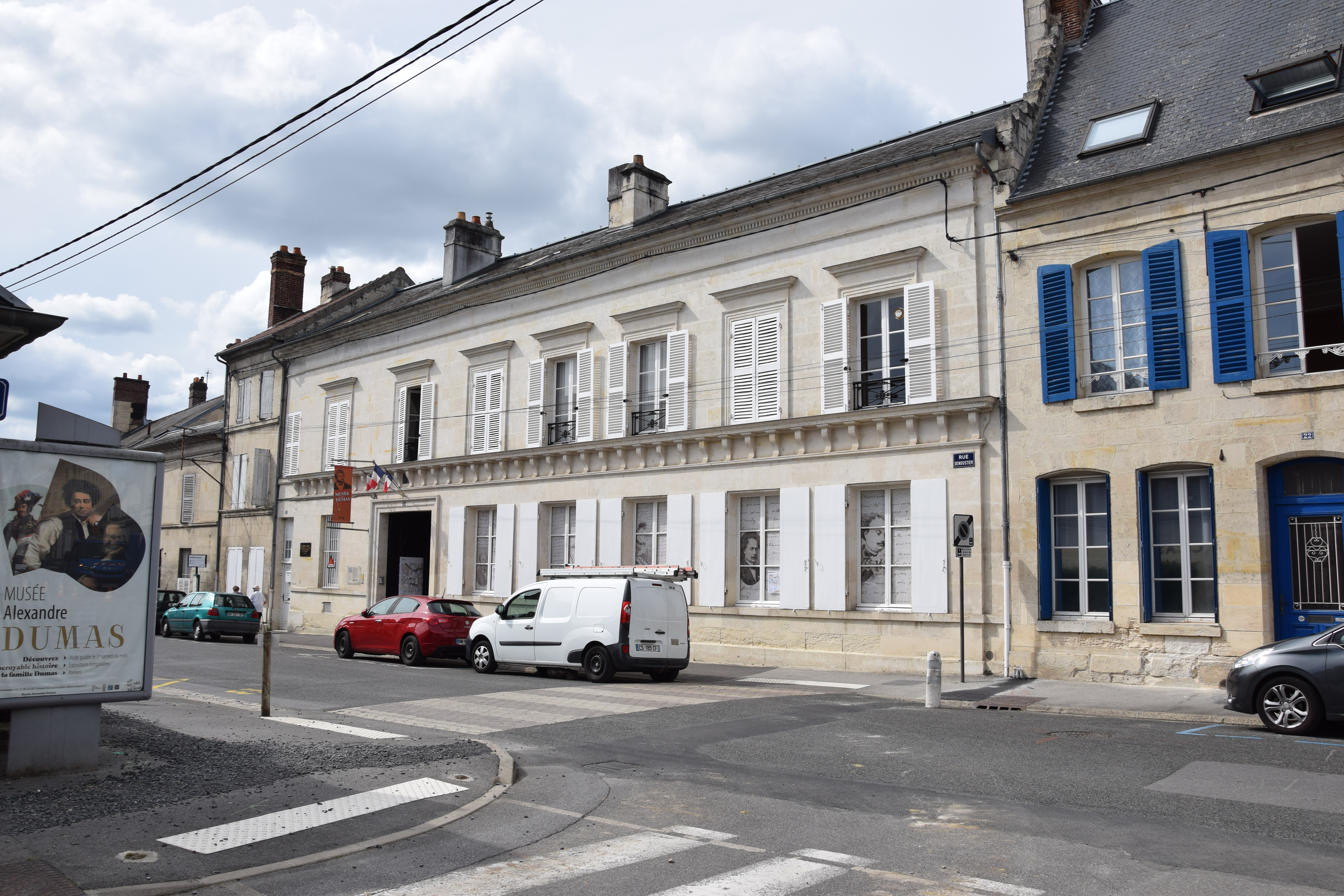
Alexandre-Dumas-Museum

## Persönlichkeiten
- General Thomas Alexandre Dumas (1762–1806), Vater des Schriftstellers
- Alexandre Dumas der Ältere (1802–1870), Schriftsteller
- Victor Vignon (1847–1909), Landschaftsmaler des Impressionismus
- Yves Herbet (1945–2024), Fußballspieler und -trainer
- Die Vorfahren von Antoine de Lavoisier (1743–1794) stammten aus der Stadt